# Tim Forsyth
Pour les articles homonymes, voir Forsyth.
 Timothy "Tim" Forsyth (né le 17 août 1973 à Mirboo North) est un athlète australien spécialiste du saut en hauteur.

## Carrière sportive
Tim Forsyth fait ses débuts sur la scène internationale lors des Championnats du monde junior 1990 de Plovdiv en terminant à la deuxième place du concours. L'année suivante, l'Australien âgé de dix-neuf ans remporte la médaille de bronze des Jeux olympiques de Barcelone après avoir franchi la barre de 2,34 m. Deux autres athlètes, Artur Partyka et Hollis Conway réalisent la même performance que Forsyth et montent également sur la troisième marche du podium. Deux mois plus tard, il obtient une nouvelle médaille d'argent lors des Championnats du monde junior 1992 tenus à Séoul grâce à un bond à 2,31 m. En 1994, il remporte la finale de la hauteur des Jeux du Commonwealth de Victoria, au Canada.
Il établit la meilleure performance de sa carrière le 2 mars 1997 en réalisant 2,36 m lors du meeting en plein air de Melbourne. Il remporte ensuite la médaille de bronze des Championnats du monde d'athlétisme 1997 d'Athènes, terminant avec un bond à 2,35 m derrière Javier Sotomayor et Artur Partyka.

## Palmarès
| Date | Compétition                    | Lieu         | Résultat | Marque |
| ---- | ------------------------------ | ------------ | -------- | ------ |
| 1990 | Championnats du monde juniors  | Plovdiv      | 2e       | 2,29 m |
| 1991 | Championnats du monde en salle | Séville      | 8e       | 2,28 m |
| 1992 | Jeux olympiques                | Barcelone    | 3e       | 2,34 m |
| 1992 | Championnats du monde juniors  | Séoul        | 2e       | 2,31 m |
| 1993 | Championnats du monde          | Stuttgart    | 9e       | 2,28 m |
| 1994 | Jeux du Commonwealth           | Victoria     | 1er      | 2,32 m |
| 1994 | Finale mondiale                | Paris        | 7e       | 2,25 m |
| 1995 | Championnats du monde          | Göteborg     | 8e       | 2,25 m |
| 1996 | Jeux olympiques                | Atlanta      | 7e       | 2,32 m |
| 1996 | Finale mondiale                | Milan        | 6e       | 2,25 m |
| 1997 | Championnats du monde          | Athènes      | 3e       | 2,35 m |
| 1998 | Jeux du Commonwealth           | Kuala Lumpur | 3e       | 2,28 m |

## Records
| Épreuve         | Épreuve      | Performance | Lieu      | Date            |
| --------------- | ------------ | ----------- | --------- | --------------- |
| Saut en hauteur | En plein air | 2,36 m (AR) | Melbourne | 2 mars 1997     |
| Saut en hauteur | En salle     | 2,33 m (AR) | Balingen  | 16 février 1997 |